# 帯広市立川西中学校
帯広市立川西中学校（おびひろしりつ かわにしちゅうがっこう）は、北海道帯広市に所在する公立（市立）の中学校。

## 生徒
- 生徒数 - 66人
  - 1年生 - 18人
  - 2年生 - 34人
  - 3年生 - 25人
  - 特別支援学級（内数）- 4人

2019年（令和元年）5月1日現在

## 沿革
- 1947年（昭和22年）5月1日 - 川西村立川西中学校として開校する[1][2]。
- 1949年（昭和24年）4月1日 - 川西村立別府中学校と統合する[1]
- 1957年（昭和32年）4月1日 - 川西村が帯広市に編入し、帯広市立川西中学校に改称する[1]。
- 1979年（昭和54年）4月1日 - 帯広市立上帯広中学校と統合する[1]。
- 1981年（昭和56年）6月20日 - 新校舎が落成する[1]。